# Nassauische Neue Presse
Die Nassauische Neue Presse (NNP) ist eine regionale Tageszeitung. Sie erscheint im Landkreis Limburg-Weilburg (Hessen) sowie im Westerwald- und Rhein-Lahn-Kreis (beide Rheinland-Pfalz). Die verkaufte Auflage beträgt 9735 Exemplare, ein Minus von 63 Prozent seit 1998.

## Geschichte
Die Nassauische Neue Presse war das erste Kopfblatt der Frankfurter Neuen Presse (FNP). Sie kam erstmals am 15. September 1948 in Limburg an der Lahn anstelle der Frankfurter Ausgabe heraus. Das Blatt trug den Titel Limburger Neue Presse.
Im Jahr 1963 übernahm die Frankfurter Neue Presse den ebenfalls in Limburg herausgegebenen Nassauer Boten, legte ihn mit der Limburger Neuen Presse zusammen und benannte das neue Kopfblatt in Nassauische Landeszeitung um. Das Verbreitungsgebiet erstreckte sich über den ehemaligen Kreis Limburg, den Unterlahnkreis und Teile des ehemaligen Oberlahnkreises und Unterwesterwaldkreises. Zum Jahresbeginn 1985 wurde die Zeitung in Nassauische Neue Presse umbenannt.
Im Oktober 2022 wurde der Titel von den Eigentümern der Frankfurter Neuen Presse an die Schnitzler Verlags- und Kinne-Beteiligungsgesellschaft veräußert. Damit schied die NNP aus dem Verbund der FNP aus. Die neue Eigentümergesellschaft legte die NNP mit dem ebenfalls erworbenen vormaligen Konkurrenztitel Weilburger Tageblatt (WT) zusammen. Das WT hatte zuvor die von der NNP wenig behandelten nordöstlichen Kommunen des Landkreises Limburg-Weilburg abgedeckt.

## Auflage
Die Nassauische Neue Presse hat in den vergangenen Jahren erheblich an Auflage eingebüßt. Die verkaufte Auflage ist in den vergangenen 10 Jahren um durchschnittlich 7,2 % pro Jahr gesunken. Im vergangenen Jahr hat sie um 9,4 % abgenommen. Sie beträgt gegenwärtig 9735 Exemplare. Der Anteil der Abonnements an der verkauften Auflage liegt bei 92,8 Prozent.
| 1998  | 1999  | 2000  | 2001  | 2002  | 2003  | 2004  | 2005  | 2006  | 2007  | 2008  | 2009  | 2010  | 2011  | 2012  | 2013  | 2014  | 2015  | 2016  | 2017  | 2018  | 2019  | 2020  | 2021  | 2022  | 2023  | 2024 |
| ----- | ----- | ----- | ----- | ----- | ----- | ----- | ----- | ----- | ----- | ----- | ----- | ----- | ----- | ----- | ----- | ----- | ----- | ----- | ----- | ----- | ----- | ----- | ----- | ----- | ----- | ---- |
| 26315 | 26279 | 26079 | 26247 | 26683 | 26423 | 25870 | 26575 | 26077 | 25650 | 25222 | 24756 | 23798 | 23125 | 22536 | 21668 | 20581 | 19531 | 18270 | 16407 | 15378 | 14626 | 14248 | 13749 | 11347 | 10740 | 9735 |

## Leitung und Verbreitung
Leiter der Lokalredaktion, die sich am Neumarkt in Limburg befindet, ist seit Anfang 2021 Sebastian Semrau. Das Verbreitungsgebiet deckt weite Teile des Landkreises Limburg-Weilburg ab. Auf der anderen Seite greift das Verbreitungsgebiet der NNP über die Landesgrenze nach Rheinland-Pfalz hinein. Die NNP wird auch in Diez, der (ehemaligen) Verbandsgemeinde Hahnstätten und einigen grenznahen Gemeinden des Westerwaldkreises gelesen.